# Heterospilus pallidipes
Heterospilus pallidipes är en stekelart som beskrevs av William Harris Ashmead 1894. Heterospilus pallidipes ingår i släktet Heterospilus och familjen bracksteklar. Inga underarter finns listade i Catalogue of Life.